# Psidium bahianum
Psidium bahianum là một loài thực vật có hoa trong Họ Đào kim nương. Loài này được Landrum & Funch mô tả khoa học đầu tiên năm 2008.